# Estelle Getty
Estelle Getty, właśc. Estelle Scher-Gettleman (ur. 25 lipca 1923 w Nowym Jorku, zm. 22 lipca 2008 w Los Angeles) – amerykańska aktorka komediowa. Odtwórczyni roli Sophii Petrillo w sitcomie NBC Złotka (ang. The Golden Girls, 1985–1992), za którą w 1986 otrzymała Złoty Glob dla najlepszej aktorki w serialu komediowym lub musicalu i  nagrodę Emmy 1988 w kategorii najlepsza aktorka pierwszoplanowa w serialu komediowym, i spin-off Złoty pałac (The Golden Palace, 1992–1993).

## Życiorys
Urodziła się w Nowym Jorku jako córka Sarah (z domu Lacher) i Charlesa Scherów. Jej rodzice byli żydowskimi emigrantami z Polski, pracujących przy przetwórstwie szkła. Miała brata  Samuela „Davida” i siostrę Rosilyn „Roz”. Śpiewała, tańczyła i występowała jako dziecko po obejrzeniu wodewilu w wieku czterech lat. Po ukończeniu Seward Park High School w Nowym Jorku, zaczęła szukać pracy jako komiczka w letniskowych kurortach w górach Catskill, a także występowała w teatrze jidysz.
Debiutowała na ekranie w roli nauczycielki w komedii Koledzy z drużyny (Team-Mates, 1978) z udziałem Jamesa Spadera. W latach 1982–1985 występowała na Broadwayu i Off-Broadwayu w roli pani Beckoff w sztuce Harveya Fiersteina Trylogia Pieśni Pochodnia. Od 21 września 1985 do 9 maja 1992 grała postać Sophie Petrillo, niepoważnej Sycylijki, matki jednej z głównych bohaterek w sitcomie NBC Złotka. Występowała również w innych amerykańskich produkcjach, głównie komediowych. Za rolę Tutti Bomowski, matki detektywa (Sylvester Stallone) w komedii Rogera Spottiswoode’a Stój, bo mamuśka strzela (1992) zdobyła Złotą Malinę dla najgorszej aktorki drugoplanowej.
W 1988 roku napisała swoją autobiografię, If I Knew Then, What I Know Now... So What?.
21 grudnia 1947 zawarła związek małżeński z Arthurem Gettlemanem, od którego nazwiska zaczerpnęła swój pseudonim artystyczny „Getty”, mieli dwóch synów – Carla i Barry’ego. Jej mąż zmarł 10 września 2004.
Zmarła 22 lipca 2008 w wieku 84 lat z przyczyn naturalnych. Została pochowana na „Równinach Abrahama”, żydowskiej kwaterze cmentarza Hollywood Forever.

## Filmografia

### Filmy
- 1982: Tootsie jako kobieta w średnim wieku
- 1985: Maska jako Evelyn Steinber
- 1987: Manekin jako Claire Timkin
- 1992: Stój, bo mamuśka strzela jako Tutti Bomowski
- 1999: Stuart Malutki jako babcia Estelle

### Seriale TV
- 1984: Cagney i Lacey jako pani Rosenmeyer
- 1985–1992: Złotka jako Sophia Petrillo
- 1996: Dotyk anioła jako Dottie
- 1997: Duckman jako (głos)
- 1997: Szaleję za tobą jako Ida, ciotka Paula
- 1998: Pomoc domowa – w roli samej siebie
- 2000: Wiecie, jak jest... – w roli samej siebie